# 劉一焜
劉一焜（1567年—17世纪），字元丙，號石閭。明江西承宣布政使司南昌府（今江西省南昌市）人，歷仕吏部、太常寺、四夷館，官至都察院右僉都御史、浙江巡撫，贈工部右侍郎。事迹具《明史》，側傳於劉一燝本傳。

## 出身
劉一焜乃同朝朝臣劉曰材之子，劉一煜及劉一燝之兄長。萬曆十六年（1588年）戊子科江西鄉試舉人，二十年（1592年）舉壬辰科進士，得第三甲第七名，大理寺觀政，初授行人。二十八年升任吏部主事，二十九年养病。三十二年升员外郎，調考功司郎中。三十三年京察後改吏部文選司郎中。三十四年（1606年），遷太常寺少卿，加提督四夷館。三十八年以憂歸。丁憂服闋，四十一年以故官太常寺少卿兼提督四夷館。四十二年（1614年），擢都察院右僉都御史，巡撫浙江，丁憂歸。卒贈工部右侍郎。

## 事蹟

### 上疏請停建佛寺
萬曆四十二年（1614年），劉一焜上任浙江巡撫後，神宗遣派宦官曹奉於普陀山興建鎮海寺。劉與當時為浙江巡按的李邦華一同爭指不許建寺，但曹奉卻不聽，最後依神宗意旨照辦。

### 多次與呂貴抗衡
萬曆後期，時任織造中官且為鄭貴妃的手下太監劉成去世。劉此時屢上疏神宗請勿遣代其他宦官代任此職。但實則神宗早已會請另一太監呂貴任織造中官，並命其加護劉成遺裝。適時朝中有中官力挽呂貴督任織造，而劉之奏疏又剛巧上報於神宗，又使神宗龍顏不悅。後劉與李邦華一同「極論其罪」，但神宗不聽，依然任命呂貴管督織造。劉於是三次上疏抗爭，卻未獲上報。
呂貴上任織造中官後，即條行十事，多為侵擾害民之施。劉見狀即加以疏駁，兼禁治呂貴之爪牙，方驅使呂貴威燄稍斂。自此，呂貴等宦官與劉、李等被視作東林黨，便形同水火。

### 利浙民反惹誣訐
劉官任浙江巡撫期間，又曾構築龕山海堤，達一千二百丈，並下令挖深余杭南湖，乃便民之策。這時，有御史沈珣誣訐劉贓私，劉自引告去。後卒，贈工部右侍郎。

## 著述
劉一焜著有其擔任浙江巡撫期間之奏疏集《撫浙疏草》十八卷，以及詩文集《石閭山房集》。

## 家族
曾祖劉廷章。祖父劉仕沃，封禮部主事。父劉曰材，癸丑進士，陕西右布政。

## 外部連結
- 中研院史語所：劉一焜 （页面存档备份，存于）